# Міський стадіон (Білосток)
«Міський стадіон у Білостоку» (пол. «Stadion Miejski w Białymstoku») — футбольний стадіон у місті Білосток, Польща, домашня арена ФК «Ягеллонія».
Стадіон побудований та відкритий у 1972 році місткістю 15 000 глядачів як «Стадіон Гвардії». Після першої реконструкції у 1970-х роках місткість арени становила 30 000 глядачів. 1991 року стадіон отримав назву «Гетьман Білостока». У 1990-х роках арена занепала в результаті щорічного пониження в класі «Ягеллонії». З початку 2000-х років фінансова, технічна та турнірна ситуація клубу та стадіону покращилися. У 2005 році було здійснено реконструкцію арени, в результаті чого було перебудовано головну трибуну місткістю 5 000 місць, а навпроти неї збудовано трибуну місткістю 1 000 місць. 2006 року стадіон був переданий у власність місту Білостоку та перейменований на «Міський стадіон Білостока». Тоді ж було виділено 5 млн злотих для його розширення. У 2007 році арену було приведено до вимог Екстракляси, де вже виступала «Ягеллонія». Було встановлено нове поле з натуральним покриттям із системою підігріву, відремонтовано та збільшено площі роздягалень, побудовано сучасний конференц-зал, кімнати для допінг-тестів і делегатів  ПФС. Тоді ж було введено в експлуатацію нову трибуну місткістю 3 000 глядачів. У 2008 році розпочато капітальну реконструкцію арени із перебудовою всіх трибун, яка завершилася 2014 року. Вартість робіт склала 254 млн злотих. Стадіон було розширено до 22 386 місць.